# Villa Vieja
Villa Vieja— también conocido como Loreto Viejo— es un paraje del Departamento Loreto en la Provincia de Santiago del Estero, que se encuentra a 12 kilómetros de Loreto, sobre la Ruta Provincial 6 , en proximidades del Río Dulce, en Argentina.
Su nombre se debe a que fue el antiguo emplazamiento de la Villa Loreto, que en 1908 sucumbió ante las aguas del Río Dulce, trasladándose su población al lugar donde se emplazaba la estación, la Villa San Martín, hoy Loreto.
Tiene una capilla, un puesto sanitario y la Escuela Nº 559.